# Jungermannia superba
Jungermannia superba là một loài Rêu trong họ Jungermanniaceae. Loài này được Nees ex Spreng. mô tả khoa học đầu tiên năm 1827.